# Marcus Argentarius
Marcus Argentarius (parfois francisé en Marc Argentaire) est un poète grec antique ayant vraisemblablement vécu au Ier siècle ap. J.-C. 

## Vie et œuvre
Il vécut sans doute à Samos ou peut-être à Rome. Il porte un nom romain mais était probablement grec ; sans doute encore, était-il affranchi ou fils d'affranchi. Toutefois, nous ne savons rien de véritablement concluant ni sur sa vie, ni sur ses origines, son pays, sa famille et ses activités. 
Sénèque l'Ancien dans ses Suasoria évoque à de nombreuses reprises un Argentarius, mais rien ne permet d'être assuré qu'il s'agit de cet auteur. Philostrate, dans sa Vie des Sophistes parle d'un Marcus de Byzance, célèbre à l'époque de l'empereur Hadrien. Il faudrait alors considérer qu'il est d'une époque plus tardive qu'on ne croit ordinairement. 
De ce poète, l'Anthologie palatine a conservé trente-sept épigrammes, qui, si elles ne manquent pas parfois d'élégance ou de finesse, ne se démarquent guère de la production classique des épigrammes érotiques, bachiques ou funéraires. Certaines jouent avec bonheur sur les mots (Ποιεῖς πάντα, V, 32 ; ᾿Αντιγόνη Σικέλη πάρος, V, 63 ; ᾿Αντιγόνην ἔστεργες, XII 320 ; ῾Ησιόδου ποτέ, IX, 161 ; Κωμάζω, IX, 270; ᾿Εθραύσθης, IX, 246). D'autres, s'apparentent davantage à des plaisanteries de banquets quand il prend pour cible des ivrognes, des infirmes ou des pauvres. 
Sa pièce la plus célèbre (V, 89), célèbre l'amour de manière paradoxale ou moqueuse. On peut toutefois estimer que la plus réussie est la pièce IX, 270 qui évoque avec grâce la poésie, art céleste.

## Extraits
Le véritable amour (traduction Philippe Renault)
Ce n'est pas de l'amour que d'avoir près de soi
Une fille en beauté :
Dans ce cas, le regard seul a force de loi.
Mais donner tout son cœur à une mocheté
Voilà donc de l'amour, des feux qui vous honorent !
Car un charme secret se dévoile parfois
Quand on en fait l'effort.
Anth. Pal., V, 89
À l'instar des astres (traduction Marguerite Yourcenar)
Sans troubler ceux qui parlent bas ou qui reposent,
Toute la nuit je danse, ou, couronné de roses,
Je chante et fais sonner ma lyre sous mes doigts...
Arrière, sots censeurs ! J'obéis à des lois,
Car, parmi les dessins que dans l'ombre on peut lire,
Le ciel nous offre aussi sa Couronne et sa Lyre.
Anth. Pal., IX, 270